# Comuna Ștefăneștii de Jos, Ilfov
Ștefăneștii de Jos (în trecut, și Ștefănești-Lipovățul și Ștefănești) este o comună în județul Ilfov, Muntenia, România, formată din satele Crețuleasca, Ștefăneștii de Jos (reședința) și Ștefăneștii de Sus. Este așezată în partea de nord-est a Bucureștiului, la o distanță de 15 km.

## Așezare
Comuna Ștefăneștii de Jos se află în centrul județului, la nord-est de București, în câmpia Vlăsiei, pe malurile râului Pasărea, iar relieful ei este cel specific zonei de câmpie. Comuna se întinde pe o suprafață de 29 km², localitățile aflându-se de o parte și de alta a bălților formate de râu. La intrarea în Ștefănești se află o pădure (Lipoveanca-Vulpache) pe care se întinde și pe o parte a comunei. Pădurile Runcu și Lipoveanca-Vulpache fac parte din foștii codri ai Vlăsiei. Comuna Stefăneștii de Jos este mărginită la sud-vest de orașul Voluntari, la nord de comuna Dascălu, la est de comuna Afumați și la vest de comuna Tunari.
Din comuna Ștefăneștii de Jos (zona satului Crețuleasca) începe autostrada București–Ploiești, din șoseaua de centură a Bucureștiului (care trece pe la marginea sudică a comunei); drumul care duce de la acest nod rutier spre satele comunei Ștefăneștii de Jos nu este încă terminat. Prin comună trece șoseaua județeană DJ100, care o leagă spre est și sud-est de Afumați (unde se intersectează cu DN2), Găneasa, Brănești (unde se intersectează cu DN3), terminându-se în județul Călărași la Fundeni; și spre vest de Tunari și Otopeni (unde se termină în DN1). La Ștefăneștii de Sus, această șosea se intersectează cu șoseaua județeană DJ200, care o leagă spre nord de Dascălu și Grădiștea, și spre sud de Voluntari și București (zona Andronache-Colentina), drum ce se intersectează cu centura Bucureștiului la limita sudică a comunei.

## Demografie
Componența etnică a comunei Ștefăneștii de Jos
     Români (53,05%)
     Romi (14,45%)
     Turci (1,22%)
     Alte etnii (1,02%)
     Necunoscută (30,26%)
Componența confesională a comunei Ștefăneștii de Jos
     Ortodocși (62,28%)
     Musulmani (1,8%)
     Atei (1,02%)
     Alte religii (3,36%)
     Necunoscută (31,54%)
Conform recensământului efectuat în 2021, populația comunei Ștefăneștii de Jos se ridică la 10.588 de locuitori, în creștere față de recensământul anterior din 2011, când fuseseră înregistrați 5.775 de locuitori. Majoritatea locuitorilor sunt români (53,05%), cu minorități de romi (14,45%) și turci (1,22%), iar pentru 30,26% nu se cunoaște apartenența etnică. Din punct de vedere confesional, majoritatea locuitorilor sunt ortodocși (62,28%), cu minorități de musulmani (1,8%) și atei (1,02%), iar pentru 31,54% nu se cunoaște apartenența confesională.

## Politică și administrație
Comuna Ștefăneștii de Jos este administrată de un primar și un consiliu local compus din 17 consilieri. Primarul, Virgiliu-Mircea-Daniel Gheorghiță[*], de la Partidul Național Liberal, este în funcție din 1 noiembrie 2024. Începând cu alegerile locale din 2024, consiliul local are următoarea componență pe partide politice:
|  | Partid                     | Consilieri | Componența Consiliului | Componența Consiliului | Componența Consiliului | Componența Consiliului | Componența Consiliului | Componența Consiliului | Componența Consiliului |
|  | -------------------------- | ---------- | ---------------------- | ---------------------- | ---------------------- | ---------------------- | ---------------------- | ---------------------- | ---------------------- |
|  | Partidul Național Liberal  | 7          |                        |                        |                        |                        |                        |                        |                        |
|  | Partidul Social Democrat   | 5          |                        |                        |                        |                        |                        |                        |                        |
|  | Partidul S.O.S. România    | 2          |                        |                        |                        |                        |                        |                        |                        |
|  | Uniunea Salvați România    | 2          |                        |                        |                        |                        |                        |                        |                        |
|  | Partidul Mișcarea Populară | 1          |                        |                        |                        |                        |                        |                        |                        |

## Istorie
La sfârșitul secolului al XIX-lea, comuna purta numele de Ștefănești-Lipovățul, făcea parte din plasa Dâmbovița a județului Ilfov și era formată din satele Boldu, Crețulești-Lipovățul, Ștefăneștii de Jos, Ștefăneștii de Sus și Ștefănești-Pasărea, având în total 1714 locuitori, în mare parte țigani de vatră. În comună funcționau o școală mixtă (la Ștefăneștii de Jos) și 3 biserici (la Crețulești-Lipovățul, Ștefăneștii de Jos și Ștefăneștii de Sus). În 1925, Anuarul Socec consemnează comuna în plasa Pantelimon a aceluiași județ, având în componență satele Crețuleasca-Lipovățul, Boltași și Ștefăneștii de Sus, cu o populație de 1956 de locuitori. În 1931, comuna a luat numele de Ștefănești, având în compunere satele Ștefăneștii de Jos, Ștefăneștii de Sus, Crețuleasca și Pasărea-Boltași.
În 1950, comuna a fost inclusă în raionul 1 Mai al orașului regional București, din care a făcut parte până în 1968. Atunci, a fost inclusă în județul Ilfov, a primit numele actual de Ștefăneștii de Jos și a căpătat actuala componență, după ce satul Pasărea-Boltași a fost desființat și inclus în satul Ștefăneștii de Sus. În 1981, a trecut în Sectorul Agricol Ilfov din subordinea municipiului București, sector devenit în 1997 județul Ilfov.

## Monumente istorice

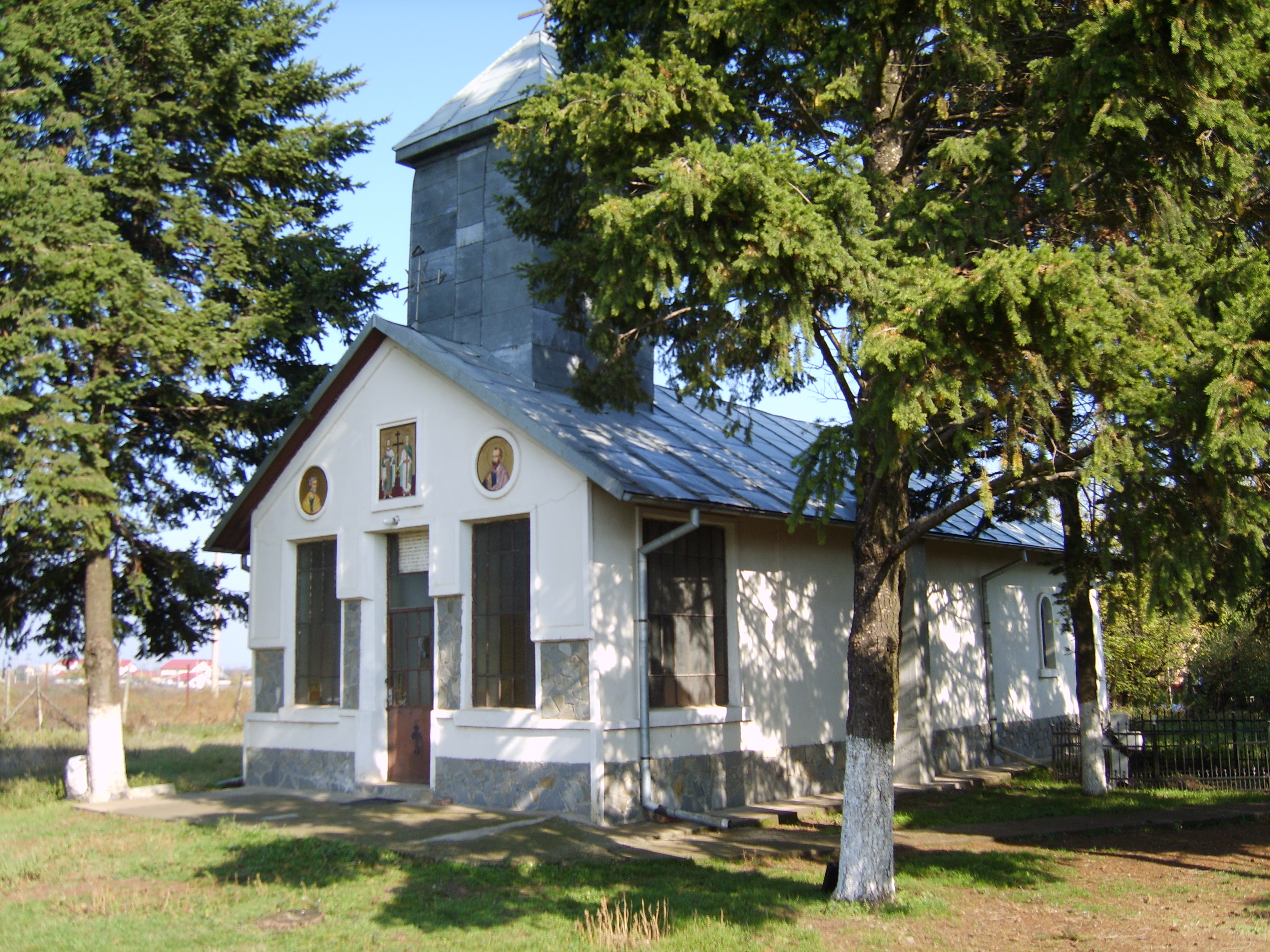
Biserica din Crețuleasca, monument istoric de interes local din comuna Ștefăneștii de Jos

Patru obiective din comuna Ștefăneștii de Jos sunt incluse în lista monumentelor istorice din județul Ilfov ca monumente de interes local. Două dintre ele sunt situri arheologice — situl de la Crețuleasca, aflat pe malul drept al râului Pasărea, în marginea vestică a satului, cuprinde o așezare geto-dacică, una daco-romană, una din secolele al III-lea–al IV-lea e.n. și una din secolele al IX-lea–al X-lea; situl de la Ștefăneștii de Jos, aflat în marginea de nord-est a satului, cuprinde așezări din Epoca Bronzului, epoca geto-dacică și secolele al IX-lea–al X-lea.
Celelalte două obiective sunt clasificate ca monumente de arhitectură — biserica cu hramurile „Sfinții Împărați Constantin și Elena” și „Sfântul Nicolae” din Crețuleasca, construită în 1669 și refăcută în 1818; și biserica „Sfântul Nicolae” din Ștefăneștii de Sus, ridicată în 1812–1815.

## Economie
În perioada de boom imobiliar din anii 2005–2008 din România, comuna a fost ținta unor proiecte de dezvoltare, dintre care doar Cosmopolis, dezvoltat de compania turcească Opus Development a avut o oarecare finalitate, vânzând până în 2011 circa jumătate din apartamentele construite. Un alt proiect al companiei spaniole Fadesa, în valoare de peste un miliard de euro, a fost anulat, deoarece Fadesa a fost grav afectată de criza economică de la sfârșitul primului deceniu al secolului al XXI-lea; firma încerca în 2011 să valorifice terenul achiziționat cu investiții mai mici sau prin vânzări.

## Biserici si parohii
Comuna Ștefanești de Jos are trei biserici, una în fiecare sat.

### Ștefăneștii de Jos
O biserică, care în prezent poartă hramul „Sf Arhangheli Mihail și Gavril” în trecut a avut și Hramul „Sf. Împărați Constantin și Elena”. După declarațiile preotului biserica a fost construită la 1830 de Boierul Alexandru Filipescu, și l-a avut ca prim preot pe Radu Duhovnicul. După alte date, Biserica „Sf. Împărați Constantin și Elena", ar fi fost construită în 1669, conform pisaniei.
Biserica a mai fost renovată la 1885 iar în anul 1935 o găsim menționată intr-o publicație despre mănăstirile și bisericile din județul Ilfov ca fiind construită din lemn.
Despre biserica „Sf. Arhangheli Mihail și Gavril” cităm „pe locul celei vechi în 1825 s-a construit o alta biserică” noiembrie 1844 spune primul preot Radu Duhovnicul care „dice” pe o filă de evanghelie „Să se știe de când s-a cumpărat această (sf. Evanghelie) această și sf. dumnezeiască evanghelie de domnul postelnicul Ion Alexandru Filipescu în zilele prea învățatului domn Gheorghe Bibescu și s-a dat biserici Stefănești de Jos, „Sf Mihail și Gavril”, unde se pomenește și hramul „Sf Voievozi” ( interviu cu preotul satului Ștefăneștii de Jos octombrie 2007).
De precizat că în momentul realizării Monografiei Biserica din Ștefăneștii de Jos era in renovare, un proiect sustinut de primaria locala.
Biserica din Stefanesti de jos aflata pe partea dreapta a drumului dinspre Bucuresti, aceeasi parte cu primaria si Scoala este biserica principala a comunei de ea tinad si cimitirul.

### Ștefăneștii de Sus
Biserica „Sf. Nicolae”, construită între anii 1812-1815, restaurată în 1880, de Sava Vasiliu, 1919, Biserică de rit ortodox, în plan trilobat. Tencuită în „calcio vecchio”, păstrând picturile exterioare. Turlă poligonală pe naos. Pictată în interior și exterior în tempera. Biserica „Sf. Nicolae” a fost ctitorită de Radu Crețulescu și postelnicul Pădure în anul 1669 a fost declarată monument istoric.

### Crețuleasca
Biserică de rit ortodox, aparținând de Mitropolia Munteniei și Dobrogei, biserica din acest sat s-a ridicat la 1818 de Alexandru Crețulescu, proprietarul de moșie. Biserica construită din zid a fost renovată la 1895 de Stanciu „proprietar”.
Aceasta biserica nu se încadrează in stilul clasic ortodox, caracterizat prin doua cupole mici si o cupola mare, aceasta biserica desi ortodoxa aduce mai mult cu bisericile, catolice din Banat. Ea are o forma dreptunghiulara deasupra intrari are un turn orizontal. Datorita numarului mic de locuitori din Crețuleasca, Ilfov și a apropierii de biserica din Ștefăneștii de Sus, biserica nu mai este folosită decât la ocazii speciale.